# Княжна Анастасия (теплоход)
Княжна Анастасия (до 2009 года — Николай Бауман) — комфортабельный четырёхпалубный теплоход  (типа Дмитрий Фурманов), проект 302/BiFa129M, построенный на немецкой судоверфи VEB Elbewerften Boizenburg/Roßlau в Бойценбурге, в ГДР) в 1989 году. Судно было названо в честь российского профессионального революционера Николая Баумана.

## История
Судно под заводским номером 396 было спущено на воду 27 мая 1988 года на верфи VEB Elbewerften Boizenburg/Roßlau в (Бойценбурге, ГДР).  27 июня 1989 года состоялась приёмка судна советскими заказчиками и на судне был поднят советский флаг. Судно было выпущено во второй серии и является одним из 28 теплоходов типа «Дмитрий Фурманов», проект 302, немецкое обозначение - BiFa 129M (нем. Binnenfahrgastschiff), пассажирское каботажное судно длиной 129 метров. Теплоход был поставлен в ГП Московское речное пароходство МРФ РСФСР. В 2005 году судно было подвержено частичной модернизации и оснащению современной навигационной техникой. 
В 2009 году Николай Бауман был переименован в Княжну Анастасию в память об Анастасии Николаевне Романовой. 
12 августа 2011 года Княжна Анастасия ушла на Каспийское море, где служила комфортным отелем для работников месторождения Курмангазы. 
В сентябре 2013 года Княжна Анастасия пришла в Астрахань, где до ноября 2013 года проходила обратную конвертацию в пассажирский теплоход. 
С 2014 по начало 2016 года судно находилось в затоне. 
В марте 2016 года компания "Мостурфлот" анонсировала выход теплохода в навигацию 2016 года в варианте лоукостера (с возможностью приобретения туров без питания и экскурсий).